# Sketch & Breakfast

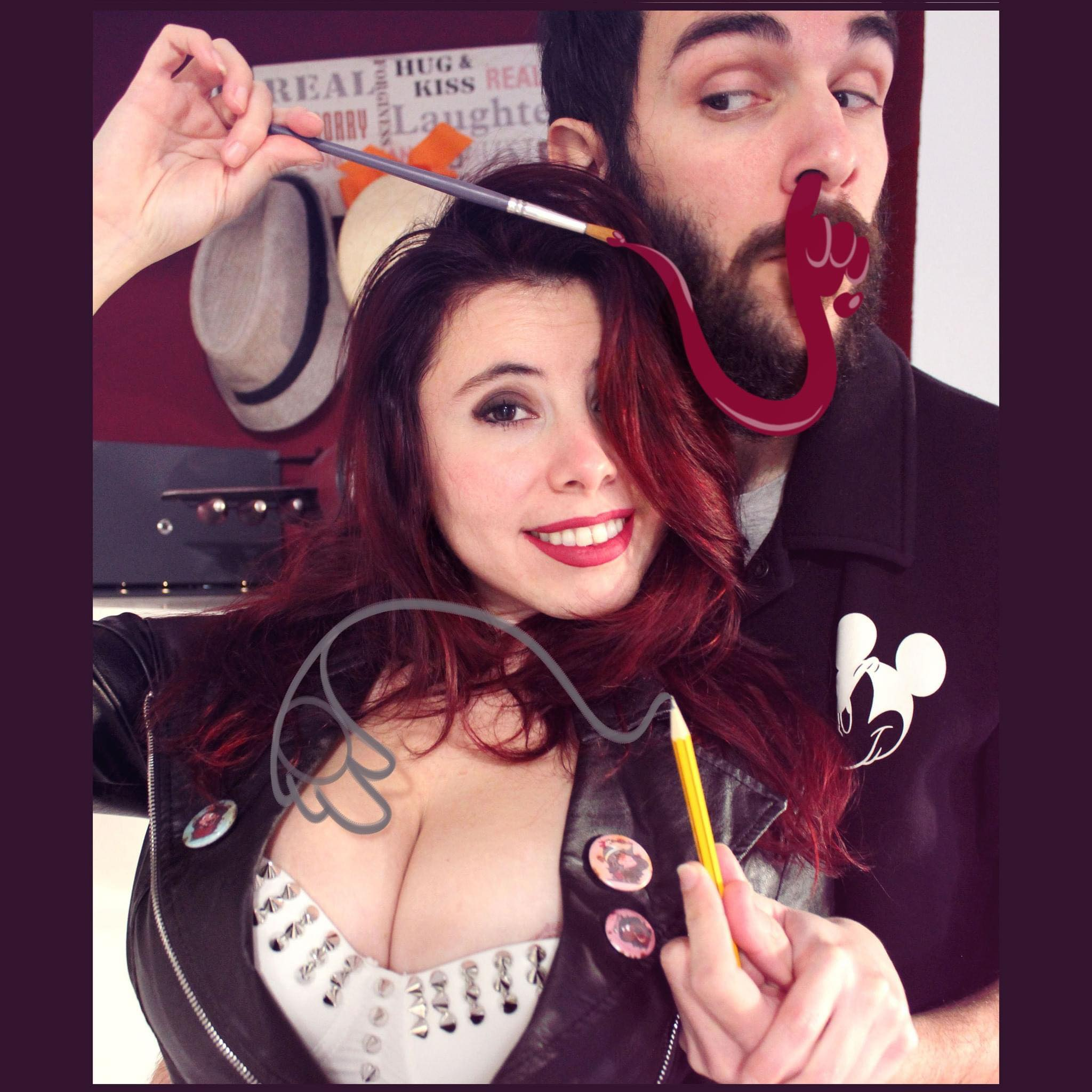
Simona Zulian e Andrea Ribaudo in arte Sketch & Breakfast

Sketch & Breakfast è il team artistico composto da Simona Zulian in arte Felinia, e da Andrea Ribaudo in arte Ribosio. 

## Gli inizi
Sketch & Breakfast nasce come pagina di intrattenimento artistico e umoristico sulla piattaforma social facebook nel 2011, dopo che i due autori si sono diplomati presso la Scuola del Fumetto di Milano l'anno precedente.
Dopo aver pubblicato strisce autoconclusive e aver ideato il personaggio di punta di Felinia, nel 2013, approda sulla carta stampata con la prima pubblicazione Felinia-Non tutte vogliono essere Marilyn edita da Edizioni Dentiblù, con cui pubblicherà in seguito altri due volumi, Sopravvivere al proprio gatto e Bulle e Pupi.
Dal 2016 pubblica regolarmente con Magic Press Edizioni.

## Il mondo secondo Felinia
Felinia, alter ego fumettistico della sua autrice, nasce inizialmente come personaggio per le strisce web. Con le sue vicissitudini comiche, a volte demenziali, l'autrice racconta situazioni di vita quotidiana in cui i lettori e soprattutto le lettrici si possono immedesimare e attraverso cui veicola messaggi più riflessivi come l'autoaccetazione, l'autodeterminazione e il superamento degli stereotipi di genere.

### Personaggi
- Felinia: la protagonista, irriverente, cinica, amante dei gatti e della Culotta.
- Chiaretta: la migliore amica e coinquilina, dark, saggia e affettuosa.
- La Cat-gang: i quattro gatti di Felinia, Meg la rossa diabolica, Timmy il biondo mangione, Marvel la tenera tartarugata e Medea la misteriosa panterina.
- La famiglia: nonostante Felinia viva con Chiaretta la famiglia è spesso presente, soprattutto i nipoti nelle ultime pubblicazioni.
- Gli organi di Felinia: cinici e demenziali, talmente esilaranti da meritarsi uno spin-off dal titolo "Anatomia Cinica".

## Anatomia cinica
Questo spin-off del mondo di Felinia è ambientato a Metrorganopolis, la trasposizione fantasiosa del suo organismo interno e vede come protagonisti i suoi organi, principalmente cuore, cervello, stomaco e vagina. Le avventure e le crisi che si manifestano in questo mondo fantasy si ripercuotono sulla vita di Felinia nel mondo esterno in una sorta di correlazione narrativa.

### Personaggi
- Cuore: l'organo più positivo e propositivo della saga, sempre pronto a lottare o a difendere i più deboli.
- Cervello: saccente e pedante ma con un'indole molto goliardica.
- Stomaco: brontolone, sempre affamato e pronto a lamentarsi con i suoi compagni.
- Vagina: cinica e irriverente è la personalità che più rispecchia la sua umana.
- Altri: oltre ai principali c'è tutta una serie di altri organi cinici che nell'arco degli episodi si fanno notare, tra cui spiccano Ano, Utero e Reni.

## Max & Cherry
Giovani, sfacciati e imperfetti, Max e Cherry sono una dinamica coppia di innamorati che vivono la loro relazione con goliardica passione. Sempre in bilico tra l'erotico e l'umoristico raccontano le loro vicissitudini amorose con esplicita ironia. La loro storia si sviluppa in una trilogia: "Non il solito fumetto sul sesso", "Pepe Rosso" e "Atto Carnale". Il progetto ha anche una versione spin-off detta "pocket" che tratta gli stessi argomenti in chiave molto più umoristica e in uno stile più deformed che oltre alla versione stampata conta regolari pubblicazioni sui profili social dell'autrice.

### Personaggi
- Cherry: rossa, formosa e dolcemente peperina, appassionata d'arte e di scrittura, ama gli animali e vive con disinibita goliardia la sfera sessuale.
- Max: barbuto, prestante e focoso, ma anche tenero e candidamente ingenuo.
- Hana: la sorella di Cherry, modella, viaggiatrice, emancipata, ama fare tante esperienze diverse.

### Sigla
In occasione dell'uscita di Max e Cherry "L'amore Pocket" pubblicato il 13 marzo 2019 è stata realizzata la sigla "Max & Cherry Pocket" musica di Stefano Lucato, testo di Domenico Granata e cantata da Stefano Bersola
presentata a Cartoomics dello stesso anno e disponibile in tutti i digital stores e sul canale ufficiale del cantante.

## Opere
| Collana                | Titolo                            | Editore           | Anno di pubblicazione |
| ---------------------- | --------------------------------- | ----------------- | --------------------- |
| Magis Dunia            | La profezia del principe mago     | Autoprodotto      | 2013                  |
| Felinia                | Non tutte vogliono essere Marilyn | Edizioni Dentiblù | 2014                  |
| Enciclopedia Treggatti | Sopravvivere al proprio gatto     | Edizioni Dentiblù | 2015                  |
| Felinia                | Bulle e Pupi                      | Edizioni Dentiblù | 2015                  |
| Felinia                | Singol a caccia                   | Magic Press       | 2016                  |
| Felinia                | Il demone dei 30 anni             | Magic Press       | 2016                  |
| Anatomia Cinica        | La dittatura Mangiona             | Magic Press       | 2017                  |
| Anatomia Cinica        | La mia Vagina asociale            | Magic Press       | 2017                  |
| Felinia                | Principesse Badass                | Magic Press       | 2017                  |
| Max & Cherry           | Non il solito fumetto sul sesso   | Magic Press       | 2018                  |
| Anatomia Cinica        | Cuore guerriero                   | Magic Press       | 2018                  |
| Max & Cherry           | Pepe Rosso                        | Magic Press       | 2018                  |
| Max & Cherry Pocket    | L'amore Pocket                    | Magic Press       | 2019                  |
| Felinia                | Anni80land                        | Magic Press       | 2019                  |
| Max & Cherry           | Atto Carnale                      | Magic Press       | 2020                  |
| Max & Cherry Pocket    | Hot Pocket                        | Magic Press       | 2020                  |
| Max & Cherry           | Fiori di Ciliegio (l'integrale)   | Magic Press       | 2021                  |
| Max & Cherry Pocket    | Hokety Pocket                     | Magic Press       | 2022                  |